# 1. ŽNL Bjelovarsko-bilogorska 2008./09.
Ovaj članak je podtema članka: 5. rang HNL-a 2008./09.

1. ŽNL Bjelovarsko-bilogorska u sezoni 2008./09. je predstavljala ligu prvog stupnja županijske lige u Bjelovarsko-bilogorskoj županiji, te ligu petog stupnja hrvatskog nogometnog prvenstva. 
 
Sudjelovalo je 14 klubova, a ligu je osvojio "Ribar" iz Končanice. 

## Ljestvica
| mj. | klub                             | ut. | pob. | ner. | por. | gol+ | gol- | bod |
| --- | -------------------------------- | --- | ---- | ---- | ---- | ---- | ---- | --- |
| 1.  | Ribar Končanica                  | 26  | 20   | 2    | 4    | 96   | 36   | 62  |
| 2.  | Ivanska                          | 26  | 16   | 2    | 8    | 75   | 53   | 50  |
| 3.  | Daruvar                          | 26  | 15   | 3    | 8    | 69   | 40   | 48  |
| 4.  | Brestovac (Garešnički Brestovac) | 26  | 15   | 3    | 8    | 53   | 46   | 48  |
| 5.  | Bilogorac Veliko Trojstvo        | 26  | 14   | 2    | 10   | 50   | 45   | 44  |
| 6.  | Bilo Velika Pisanica             | 26  | 13   | 1    | 12   | 55   | 46   | 40  |
| 7.  | Rovišće                          | 26  | 10   | 5    | 11   | 53   | 48   | 35  |
| 8.  | Omladinac Ćurlovac               | 26  | 10   | 4    | 12   | 39   | 46   | 34  |
| 9.  | Lasta Gudovac                    | 26  | 9    | 6    | 11   | 44   | 41   | 33  |
| 10. | Dinamo Predavac                  | 26  | 8    | 8    | 10   | 33   | 41   | 32  |
| 11. | BŠK Brezovac                     | 26  | 10   | 0    | 16   | 40   | 65   | 30  |
| 12. | Sloga Bjelovar                   | 26  | 8    | 2    | 16   | 36   | 83   | 26  |
| 13. | Draganec (Gornji Draganec)       | 26  | 7    | 2    | 17   | 37   | 57   | 23  |
| 14. | Bilogora Kapela                  | 26  | 6    | 2    | 18   | 27   | 60   | 20  |

## Rezultatska križaljka
| kratica | klub                             | BILO | BILOA | BILOAC | BRE | BŠK | DAR | DIN | DRA | IVA | LAS | OML | RIB | ROV | SLO |
| --- | -------------------------------- | ---- | ----- | ------ | --- | --- | --- | --- | --- | --- | --- | --- | --- | --- | --- |
| BILO | Bilo Velika Pisanica             |      |       |        |     |     |     |     |     |     |     |     |     |     |     |
| BILOA | Bilogora Kapela                  |      |       |        |     |     |     |     |     |     |     |     |     |     |     |
| BILOAC | Bilogorac Veliko Trojstvo        |      |       |        |     |     |     |     |     |     |     |     |     |     |     |
| BRE | Brestovac (Garešnički Brestovac) |      |       |        |     |     |     |     |     |     |     |     |     |     |     |
| BŠK | BŠK Brezovac                     |      |       |        |     |     |     |     |     |     |     |     |     |     |     |
| DAR | Daruvar                          |      |       |        |     |     |     |     |     |     |     |     |     |     |     |
| DIN | Dinamo Predavac                  |      |       |        |     |     |     |     |     |     |     |     |     |     |     |
| DRA | Draganec (Gornji Draganec)       |      |       |        |     |     |     |     |     |     |     |     |     |     |     |
| IVA | Ivanska                          |      |       |        |     |     |     |     |     |     |     |     |     |     |     |
| LAS | Lasta Gudovac                    |      |       |        |     |     |     |     |     |     |     |     |     |     |     |
| OML | Omladinac Ćurlovac               |      |       |        |     |     |     |     |     |     |     |     |     |     |     |
| RIB | Ribar Končanica                  |      |       |        |     |     |     |     |     |     |     |     |     |     |     |
| ROV | Rovišće                          |      |       |        |     |     |     |     |     |     |     |     |     |     |     |
| SLO | Sloga Bjelovar                   |      |       |        |     |     |     |     |     |     |     |     |     |     |     |
| |                                  |      |       |        |     |     |     |     |     |     |     |     |     |     |     |
| podebljan rezultat - utakmice od 1. do 13. kola (1. utakmica između klubova) rezultat normalne debljine - utakmice od 14. do 26. kola (2. utakmica između klubova) rezultat nakošen - nije vidljiv redoslijed odigravanja međusobnih utakmica iz dostupnih izvora rezultat smanjen * - iz dostupnih izvora nije uočljiv domaćin susreta prekrižen rezultat - poništena ili brisana utakmica p - utakmica prekinuta 3:0 p.f. / 0:3 p.f. - rezultat 3:0 bez borbe n.i. - nije igrano |                                  |      |       |        |     |     |     |     |     |     |     |     |     |     |     |

 Izvori: 

## Vanjske poveznice
- nsbbz.hr, Nogometni savez Bjelovarsko-bilogorske županije